# Space Invaders DX
Space Invaders DX es el sexto juego de las máquinas recreativas de la serie Space Invaders, y fue desarrollado y publicado por Taito en 1993 solo en Japón. Como modo parodia contiene a las escenas como Bubble Bobble, Kiki KaiKai y Don Doko Don, entre otros.
- Datos: Q21573964